# Quận Franklin, Massachusetts
Quận Franklin là một quận thuộc tiểu bang Massachusetts, Hoa Kỳ.
Quận này được đặt tên theo Benjamin Franklin. Theo điều tra dân số của Cục điều tra dân số Hoa Kỳ năm 2010, quận có dân số 71372 người. Quận lỵ đóng ở Greenfield.

## Địa lý
Theo Cục điều tra dân số Hoa Kỳ, quận có diện tích 13000 km2, trong đó có 65 km2 là diện tích mặt nước.